# Грашевци
Грашевци су насеље у Србији у општини Брус у Расинском округу. Према попису из 2022. било је 375 становника.

## Демографија
У насељу Грашевци живи 407 пунолетних становника, а просечна старост становништва износи 42,0 година (39,9 код мушкараца и 44,5 код жена). У насељу има 147 домаћинстава, а просечан број чланова по домаћинству је 3,39.
Ово насеље је великим делом насељено Србима (према попису из 2002. године).

## Историја
Још у доба Римљана, у данашњем атару села налазиле су се топионице, које су постојале и кроз Средњи век, у доба цара Душана и кнеза Лазара, а чији су радници били и кажњеници по разним основама. Због изузетне тежине рада у топионицама, и незаобилазним грашкама зноја на лицима рудара, сматра се да име села и долази од те речи, прво Грашевац, па Грашевци. Грашевци су 1866. имали 66 пореских глава, а 1925. је забележено 75 домаћинстава са 599 становника. По попису из 1991, у селу је живело 552 становника, у141 домаћинству. Приметан је изразити пад у броју становника.
|             | \| Демографија[1] \| Демографија[1] \| Демографија[1] \| \| Година \| Становника \| Становника \| \| -------------- \| -------------- \| -------------- \| \| 1948. \| 732 \| \| \| 1953. \| 789 \| \| \| 1961. \| 786 \| \| \| 1971. \| 706 \| \| \| 1981. \| 638 \| \| \| 1991. \| 556 \| 536 \| \| 2002. \| 499 \| 508 \| \| 2011. \| 411 \| \| |            |
| Демографија | |            |
| Година      | Становника | Становника |
| 1948.       | 732 |            |
| 1953.       | 789 |            |
| 1961.       | 786 |            |
| 1971.       | 706 |            |
| 1981.       | 638 |            |
| 1991.       | 556 | 536        |
| 2002.       | 499 | 508        |
| 2011.       | 411 |            |

| Етнички састав према попису из 2002.‍ | Етнички састав према попису из 2002.‍ | Етнички састав према попису из 2002.‍ | Етнички састав према попису из 2002.‍ | Етнички састав према попису из 2002.‍ |
| ------------------------------------ | ------------------------------------ | ------------------------------------ | ------------------------------------ | ------------------------------------ |
|                                      |                                      |                                      |                                      |                                      |
| Срби                                 | Срби                                 |                                      | 498                                  | 99,79%                               |
| Југословени                          | Југословени                          |                                      | 1                                    | 0,20%                                |
| непознато                            | непознато                            |                                      | 0                                    | 0,0%                                 |

| Година пописа     | 1948. | 1953. | 1961. | 1971. | 1981. | 1991. | 2002. |
| ----------------- | ----- | ----- | ----- | ----- | ----- | ----- | ----- |
| Број домаћинстава | 103   | 115   | 128   | 139   | 140   | 141   | 147   |

| Број чланова      | 1  | 2  | 3  | 4  | 5  | 6  | 7 | 8 | 9 | 10 и више | Просек |
| ----------------- | -- | -- | -- | -- | -- | -- | - | - | - | --------- | ------ |
| Број домаћинстава | 26 | 33 | 20 | 29 | 18 | 13 | 4 | 3 | 0 | 1         | 3,39   |

| Пол    | Укупно | Неожењен/Неудата | Ожењен/Удата | Удовац/Удовица | Разведен/Разведена | Непознато |
| ------ | ------ | ---------------- | ------------ | -------------- | ------------------ | --------- |
| Мушки  | 219    | 76               | 129          | 12             | 1                  | 1         |
| Женски | 207    | 39               | 131          | 34             | 1                  | 2         |
| УКУПНО | 426    | 115              | 260          | 46             | 2                  | 3         |

| Пол    | Укупно                    | Пољопривреда, лов и шумарство | Рибарство                            | Вађење руде и камена | Прерађивачка индустрија       |
| ------ | ------------------------- | ----------------------------- | ------------------------------------ | -------------------- | ----------------------------- |
| Мушки  | 126                       | 51                            | 0                                    | 0                    | 40                            |
| Женски | 50                        | 19                            | 0                                    | 0                    | 18                            |
| УКУПНО | 176                       | 70                            | 0                                    | 0                    | 58                            |
| Пол    | Производња и снабдевање   | Грађевинарство                | Трговина                             | Хотели и ресторани   | Саобраћај, складиштење и везе |
| Мушки  | 4                         | 13                            | 3                                    | 3                    | 2                             |
| Женски | 0                         | 1                             | 2                                    | 3                    | 1                             |
| УКУПНО | 4                         | 14                            | 5                                    | 6                    | 3                             |
| Пол    | Финансијско посредовање   | Некретнине                    | Државна управа и одбрана             | Образовање           | Здравствени и социјални рад   |
| Мушки  | 0                         | 4                             | 4                                    | 0                    | 1                             |
| Женски | 0                         | 0                             | 2                                    | 3                    | 1                             |
| УКУПНО | 0                         | 4                             | 6                                    | 3                    | 2                             |
| Пол    | Остале услужне активности | Приватна домаћинства          | Екстериторијалне организације и тела | Непознато            | Непознато                     |
| Мушки  | 0                         | 0                             | 0                                    | 1                    | 1                             |
| Женски | 0                         | 0                             | 0                                    | 0                    | 0                             |
| УКУПНО | 0                         | 0                             | 0                                    | 1                    | 1                             |